# Museum Rotterdam

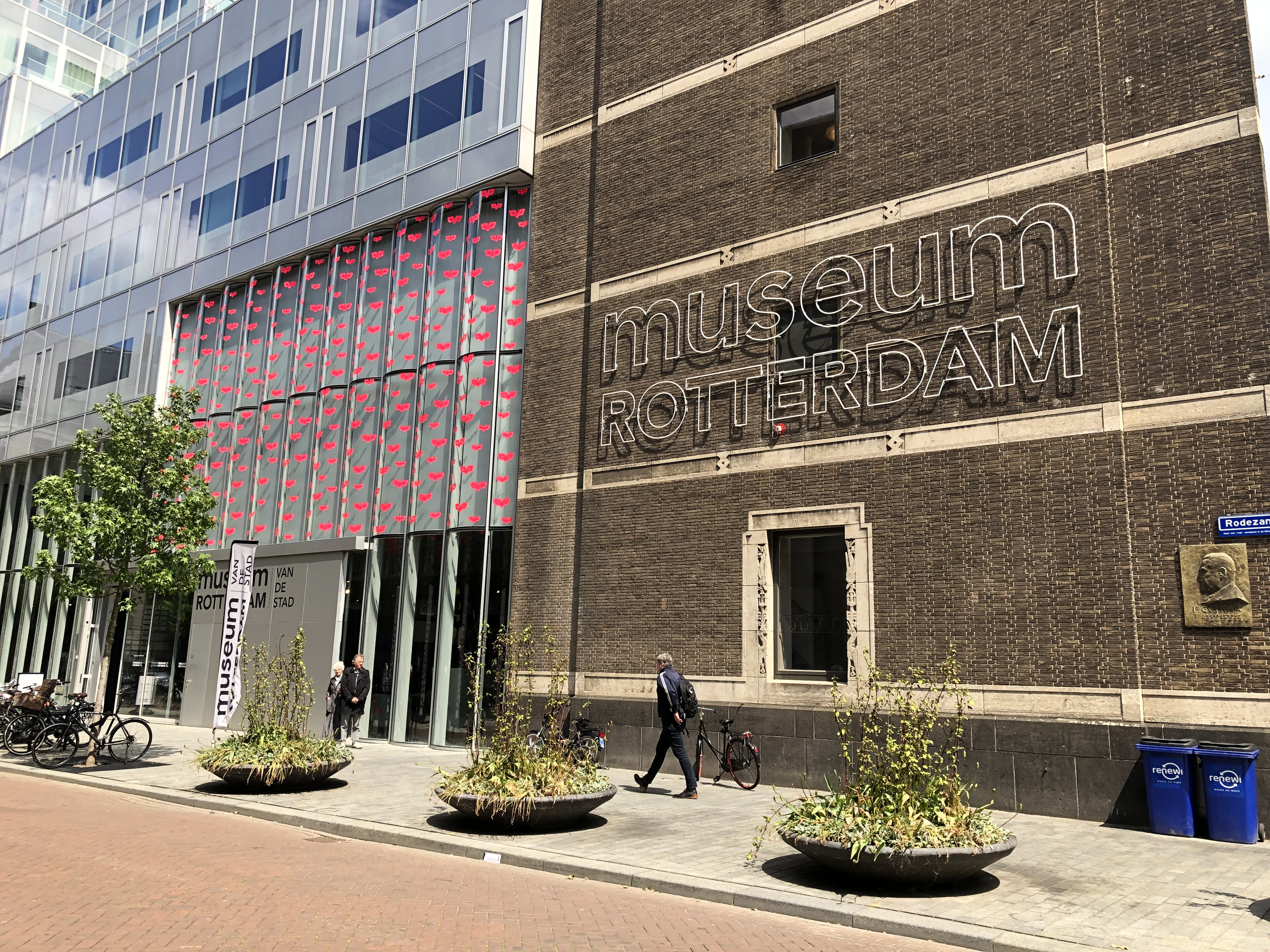
Eingang Museum Rotterdam

Das Museum Rotterdam ist ein kulturhistorisches Museum in der südholländischen Stadt Rotterdam. Es wurde 1953 gegründet. Die Sammlung umfasst mehr als 100.000 Objekte.

## Geschichte

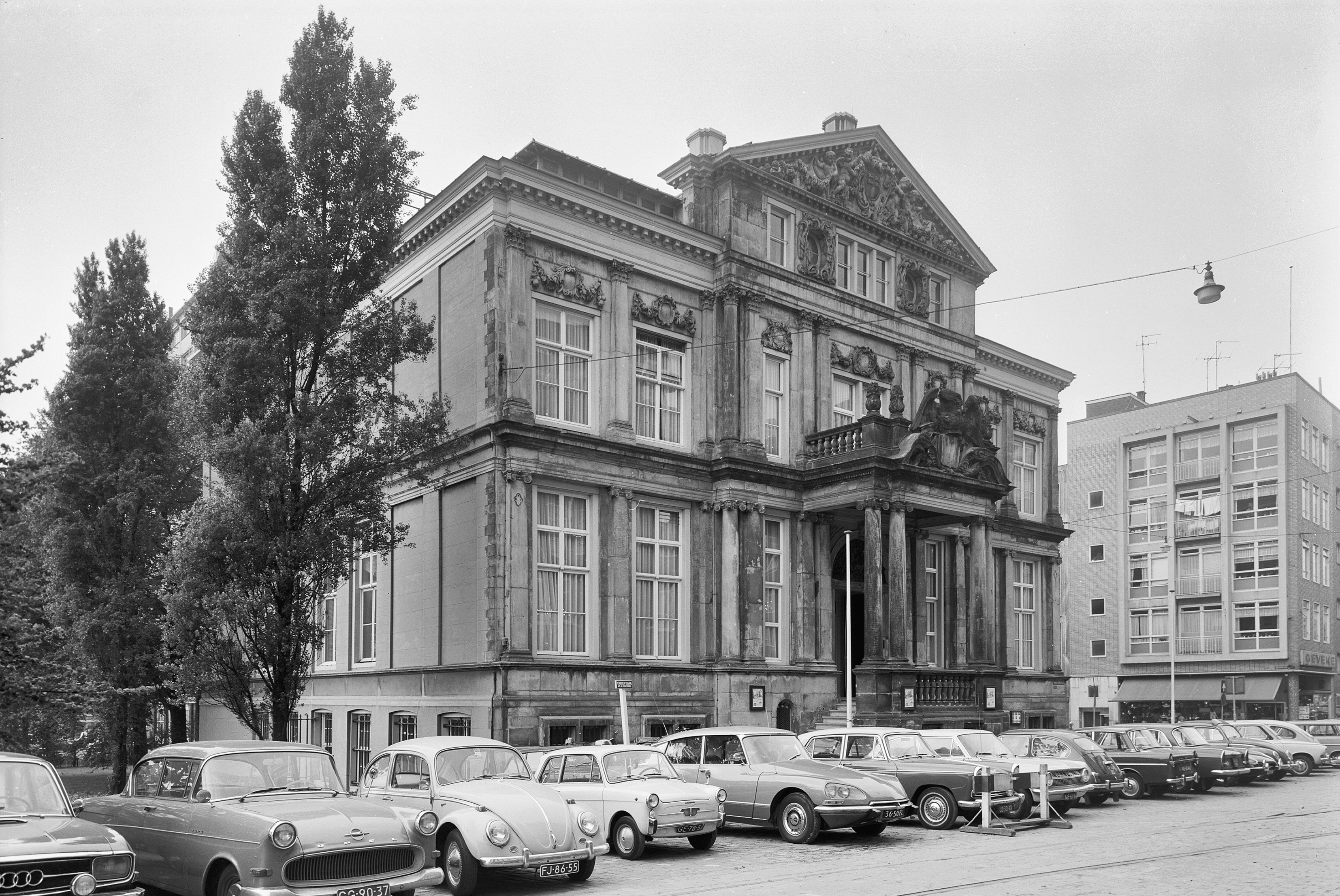
Schielandshuis (1968)

Nachdem im Archiv des Rathauses von Rotterdam über die Jahrhunderte für die Stadt wichtige Dokumente und Gegenstände aufbewahrt wurden, wurden diese erstmals 1904 im zu der Zeit neu gegründeten Antikenmuseum ausgestellt. Der Name wurde 1953 in Historisches Museum der Stadt Rotterdam geändert und es zog in das Het Schielandshuis in der Korte Hoogstraat ein. Erneut wurde der Name am 1. Januar 2011 in Museum Rotterdam geändert.

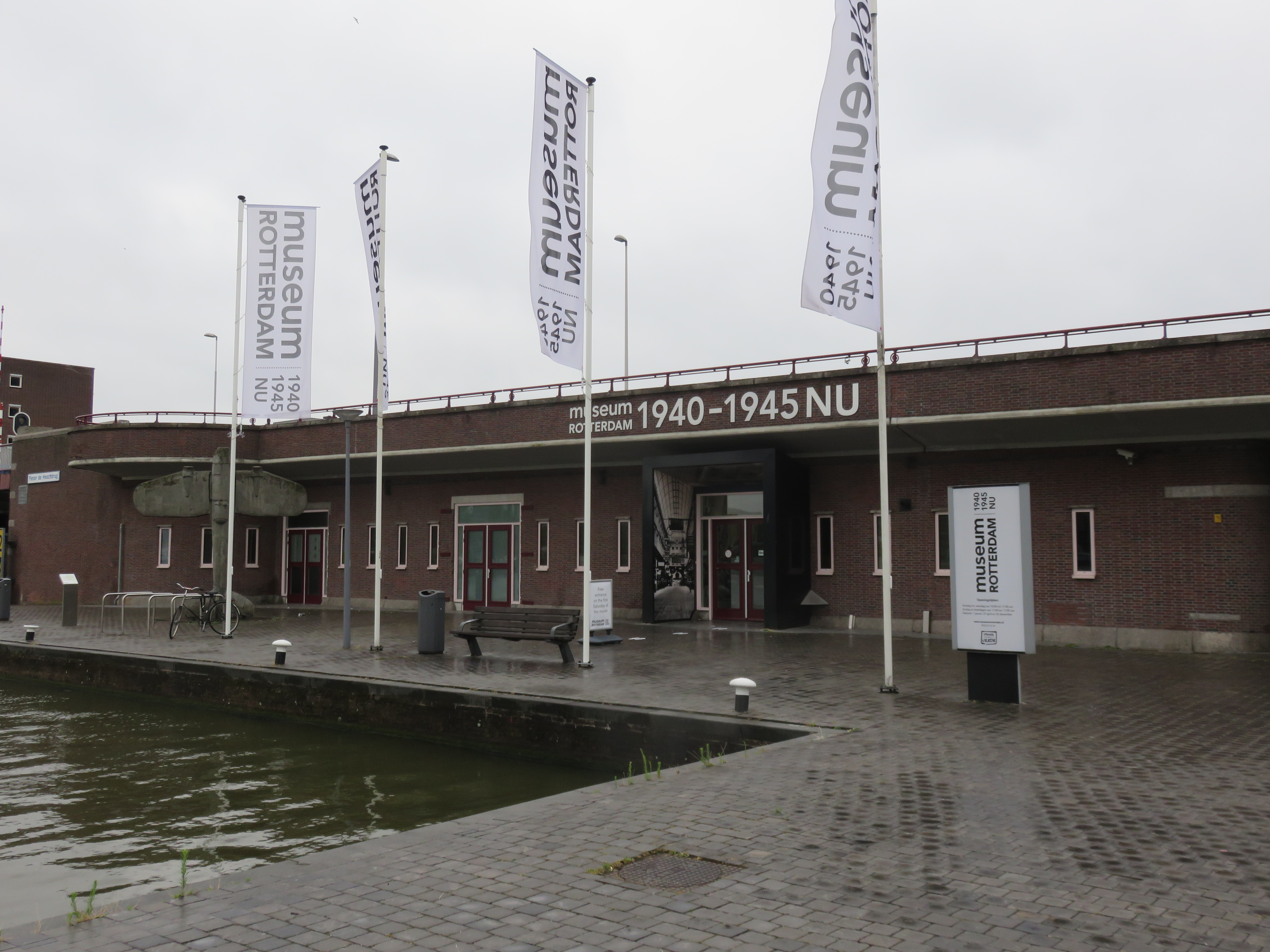
Museum Rotterdam ’40 – ’50 NOW

Von 2012 bis 2016 hatte das Museum Rotterdam keinen festen Standort. Die Ausstellungen fanden in unterschiedlichen Gebäuden, verteilt über die Stadt Rotterdam statt. Nachdem das Museum Rotterdam 2015 mit dem Kriegswiderstandsmuseum zusammengelegt worden war, zog es 2016 an einen festen Standort, dem Timmehuis. Die Ausstellung über den Zweiten Weltkrieg ist in einem Gebäude am Coolhaven untergebracht und nennt sich nun Museum Rotterdam ’40 – ’50 NOW.
Es befasst sich mit den Bombenangriffen vom Mai 1940 auf Rotterdam, bei dem die Stadt stark zerstört wurde. Das Hafengebiet Coolhaven wurde durch die Bombenangriffe nicht so stark beschädigt, wie andere Teile der Stadt, die dann im Zuge des Wiederaufbaus auch neu strukturiert wurden, so dass hier viele Ausgebombte, Flüchtlinge und Migranten Zuflucht suchten. Diese Vergangenheit wird im Museum aufbereitet, zudem verknüpft mit den aktuellen Problemen, die Menschen auf der Flucht haben. Ein neuer Museumsstandort ist in Planung.
Doch steht die Führung und Konzeption des Museums auch unter Kritik, die Namensänderungen, die Zusammenlegung mit dem Niederländische Militärische Küstenverteidigungsmuseum, die Schließung des Standortes im Schielandhuis, mit nachfolgend wechselnden Standorten, führten zu starken Umbrüchen, mit denen sich die Rotterdamer Bürger nicht immer identifizieren können.

## Sammlung

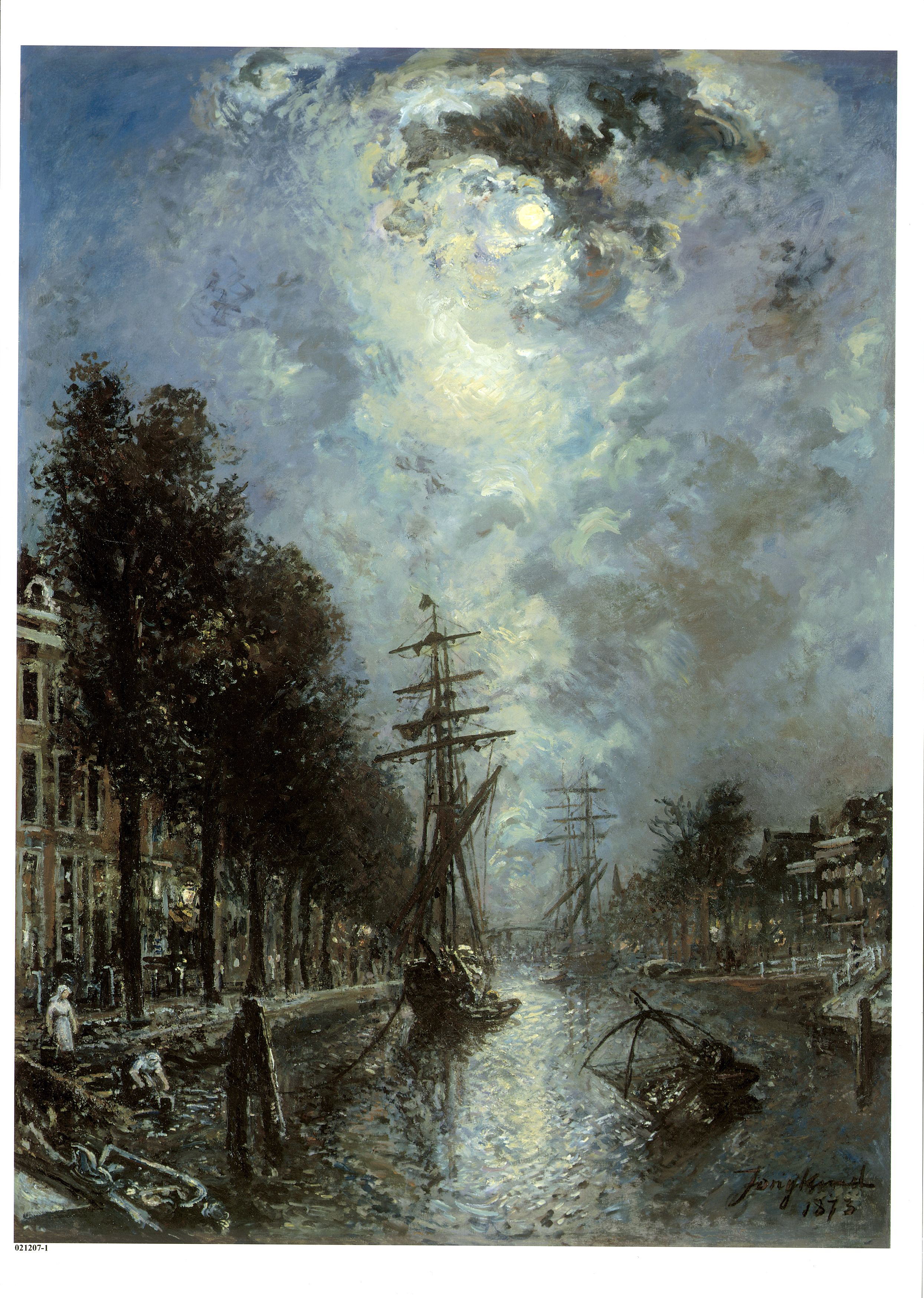
Gracht in Rotterdam von Johan Barthold Jongkind (1873)

In der historischen Sammlung bewahrt das Museum Rotterdam Objekte zur Stadtgeschichte von Rotterdam. Die Sammlung umfasst mehr als 100.000 Sammlungsstücke, die auch virtuell auf der Website besichtigt werden können. In der neueren Sammlung versucht das Museum Rotterdam das Erbe der Stadt aufzuzeigen und zu bewahren. Hier wird versucht gemeinsam mit den Bewohnern von Rotterdam durch Objekte, Videos und Fotos das zeitgenössische Rotterdam darzustellen.
Zur Sammlung gehören Dinge wie ein Senfglas der Firma Breder aus Rotterdam, ein Krug Wacholder von Hulstkamp & Son Rotterdam, ein silberner Senftopf des Rotterdamer Silberschmieds Gerardus Vinck oder ein Gemälde des Rotterdamer Malers Nicolaes Muys 1740–1808.

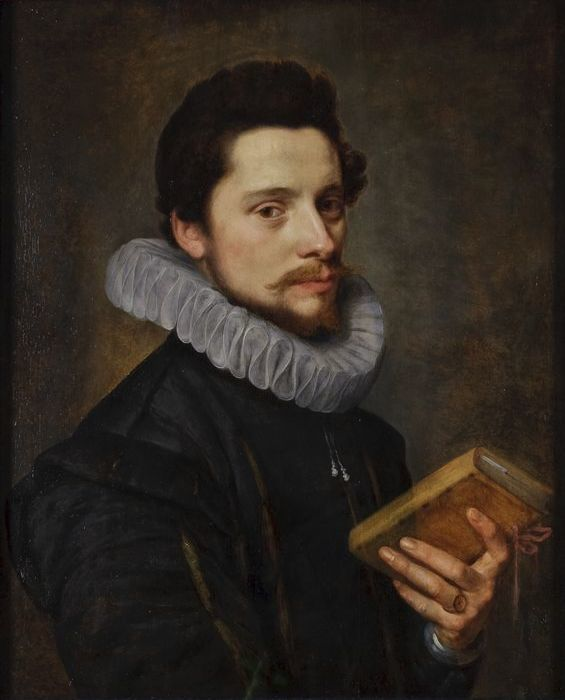
Porträt Hugo Grotius (Michiel van Mierevelt, 1608)

Rotterdamer Themen wie Arbeit, Fürsorge, Migration, Innovation und Religion ziehen sich wie ein roter Faden durch die Sammlung. So zeigen sich Ähnlichkeiten zwischen mittelalterlichen Zunftbrüdern und heutigen Selbstständigen; während der Hafenarbeiter auf einem hundert Jahre alten Gemälde überraschend viele Gemeinsamkeiten mit osteuropäischen Wanderarbeitern aufweist. Durch diese Ähnlichkeiten und Unterschiede der Rotterdamer aus verschiedenen Zeiten wird die Vergangenheit anschaulich aufbereitet.
Ein Alleinstellungsmerkmal des Museum Rotterdam ist, dass Menschen, Organisationen oder Gegenstände gewöhnlicher Rotterdamer Einwohner zur Sammlung Echtes Rotterdamer Erbe hinzugefügt werden können. Das erste Objekt war ein Bus bulgarischer Wanderarbeiter, der diese regelmäßig zu ihren Familien nach Bulgarien und zur Arbeit nach Rotterdam brachte. Dieser Bus wurde durch das Museum übernommen und wird weiterhin seine Route zwischen Bulgarien und Rotterdam fahren, damit die Geschichte erhalten bleibt.
Ein wichtiger Teil der Sammlung des Museum Rotterdam ist eine große Anzahl von Gemälden von Meistern des 17. und 18. Jahrhunderts, darunter Johan Barthold Jongkind. Erhalten ist auch die Jacke von Hugo Grotius, die er bei seiner Flucht aus Schloss Loevestein trug. Ein wichtiges Stück ist auch die ursprüngliche Kapitulationsflagge, die bei den Verhandlungen über die Kapitulation der Stadt im Mai 1940 verwendet wurde.